# Charles Loyeux
Charles Antoine Joseph Loyeux, né le 25 janvier 1823 à Paris et mort le 26 janvier 1899 à Arnouville, est un peintre français.

## Biographie

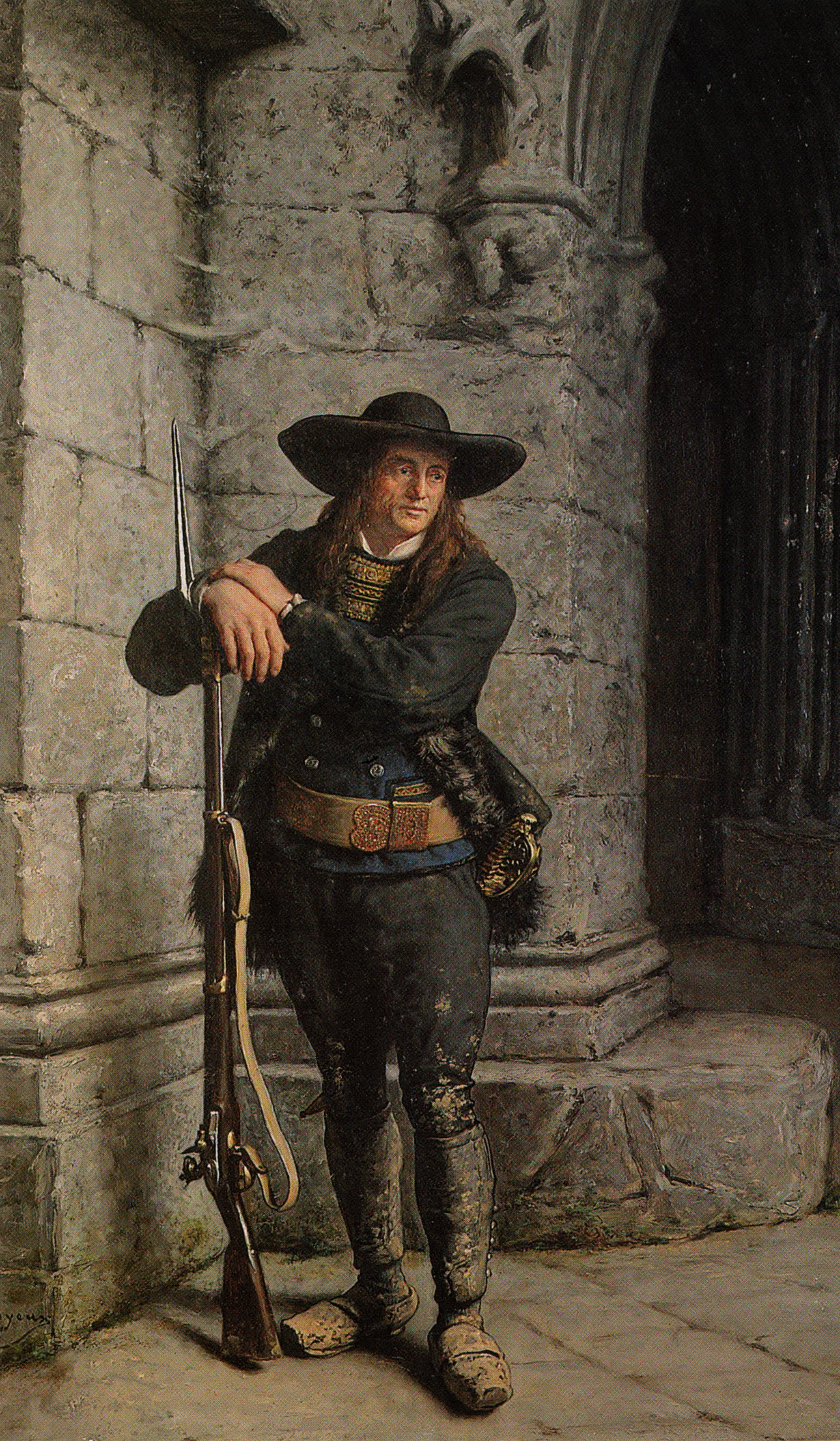
Breton en sentinelle devant une église, musée d'Art et d'Histoire de Cholet.

Élève de Paul Delaroche aux Beaux-Arts de Paris, Charles Loyeux est un ami de Jean-Léon Gérôme, Adolphe Yvon et Armand Félix Marie Jobbé-Duval. Il débute au Salon en 1842.
Peintre réaliste de portraits, de scènes de genre, de nus et de natures-mortes, Jules Verne écrit de lui à l'occasion du Salon de 1857 : « M. Charles Loyeux doit être cité avec éloge pour son tableau représentant Charles II, duc de Lorraine, caressant des chiens […] »
On lui doit aussi les décorations de l'église Notre-Dame-de-Bon-Port à Nantes. 

## Œuvres
- La Découverte de la vraie croix, d'après Piero della Francesca, 1873, Paris, École nationale supérieure des beaux-arts[3].
- La Bataille d'Héraclius contre les Perses, d'après Piero della Francesca, 1873, Paris, École nationale supérieure des beaux-arts[4].
- Portrait de femme assise, localisation inconnue[5].
- La Leçon de musique, localisation inconnue[6].
- Le Christ au tombeau, 1850, mairie de Chaumont.
- Portrait de Louis-Philippe, 1846, Toulouse, musée des Augustins.
- Breton en sentinelle devant une église, musée d'art et d'histoire de Cholet.
- Nature morte avec instruments de musique et pivoines, localisation inconnue[7].
- Intérieur d'un posada espagnole, 1864, Londres, Victoria and Albert Museum[8].
- Portrait de Marie-Olivier Hédelin, vers 1860, collection particulière.
- Femme à l'éventail 1891, collection particulière Paris.